# النواب العليا (المقاطرة)

تعديل مصدري - تعديل

النواب العليا هي إحدى قرى عزلة المغارمة بمديرية المقاطرة التابعة لمحافظة لحج، بلغ تعداد سكانها 103 نسمة حسب تعداد اليمن لعام 2004.